# Classe Kynda
Les quatre navires de la classe projet 58 (code OTAN Kynda), ont constitué la première classe de croiseurs de la marine soviétique, conçue pour combattre avec des missiles.

## Historique

### Genèse du Projet 58

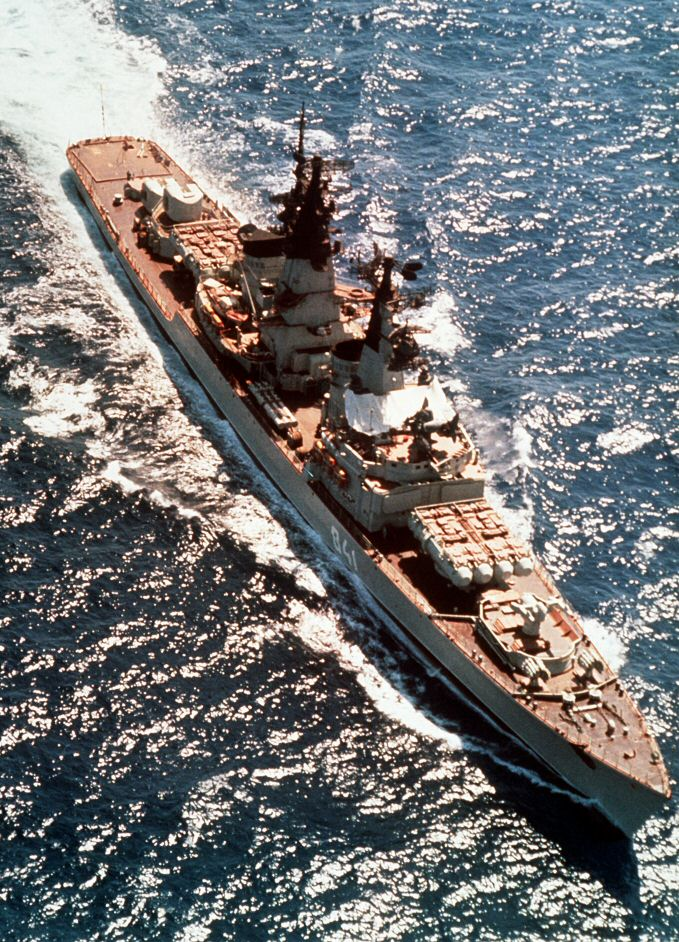
Croiseur de la classe Kynda en 1990

Les croiseurs du Projet 58 (classe Kynda pour l'OTAN) furent mis à l'étude en 1956 au TsKB-53 sous la direction de V.A. Nikitine, à une époque où le missile commençait à faire son apparition sur les navires de guerre. C'était aussi l'époque où la marine soviétique mettait l'accent sur le missile et le sous-marin en raison de l'aversion de Khrouchtchev pour les grands bâtiments (Il faudra en effet la crise des missiles de Cuba et l'incapacité des soviétiques à gêner le blocus américain pour que les soviétiques réalisent l'urgence d'une véritable flotte de haute mer). Les navires du projet 58 ont été conçus dans le but de lutter contre les navires de surface américains, et notamment les porte-avions, cible principale des avions et des sous-marins soviétiques. Sur les 16 croiseurs lance-missiles du projet 58 initialement prévus, seuls 4 furent construits.
À l'origine conçus comme des destroyers conventionnels, ils furent profondément modifiés au cours du chantier pour recevoir le système de missile P-35 « Progress » (code OTAN SSN3B Shaddock) avec deux lanceurs quadruples orientables, et furent reclassifiés en croiseurs à missiles (KR) le 29 septembre 1962. Contrairement aux croiseurs des classes suivantes, ils ne disposent pas d'un hélicoptère embarqué pour effectuer le guidage à mi-course, nécessaire à ce missile pour une attaque au-delà de l'horizon, et sont donc dépendants dans ce cas de l'aviation navale, avec des avions, comme le Tu-95 Bear D. Cette raison et surtout la surcharge de la coque ont limité la série à quatre exemplaires, au profit de la classe Kresta qui lui succéda. Ils ont tous été détruits, à la suite de leur retrait du service au début des années quatre-vingt-dix, sauf l'Amiral Golovko qui fut remis en service en 1995, en tant que navire amiral de la Flotte de la Mer Noire, rôle qu'il exerça jusqu'en 1997, quand le Kara prit sa relève, il semble depuis être retourné en réserve.

### Unités de la classe
| Nom            | Chantier naval                | Affectation            | Mise en chantier | Lancement        | Mise en service  | Radiation     | Fin                                           |
| -------------- | ----------------------------- | ---------------------- | ---------------- | ---------------- | ---------------- | ------------- | --------------------------------------------- |
| Grozny         | Zhdanov, au nord de Leningrad | flotte de la Baltique  | 23 février 1960  | 26 mars 1961     | 30 décembre 1962 | 24 juin 1991  | Démoli en 1993                                |
| Amiral Fokine  | Zhdanov, au nord de Leningrad | flotte du Pacifique    | 5 octobre 1960   | 11 novembre 1961 | 28 décembre 1964 | 30 juin 1993  | Démoli en 1994                                |
| Amiral Golovko | Zhdanov, au nord de Leningrad | flotte de la Mer Noire | 24 avril 1961    | 18 juin 1962     | 30 décembre 1964 |               | En réserve en 1997, retiré du service en 2002 |
| Varyag         | Zhdanov, au nord de Leningrad | flotte du Pacifique    | 13 octobre 1961  | 7 avril 1963     | 20 août 1965     | 19 avril 1990 | Démoli en 1994                                |

## Caractéristiques techniques
Armement :
- 1 lance-missiles double ZIF-102 pour missiles V-601M « Volna-M » (code OTAN SA-N-1 Goa, désignation constructeur 4K91) avec 16 missiles à l'avant ;
- 2 lance-missiles quadruple P35 « Progress » (code OTAN SS-N-3B Shaddock) avec 16 missiles (1 à l'avant et 1 à l'arrière) ;
- 2 tourelles doubles de canon AK-726 de 76,2 mm de 59 calibres à double emploi à l'arrière (1 250 coups en magasin) ;
- 2 tourelles simples de canon 21-KM de 45 mm ;
- 4 tourelles de 30 mm multitubes de 65 calibres (rajoutés vers 1980, avec 3 000 coups en magasin) ;
- 2 lance-torpilles triples de 533 mm au milieu de chaque côté ;
- 2 lance-roquettes anti sous-marin RBU-6000 à l'avant.

Électronique :
- 1 radar MR-500 Kliver de recherche aérienne (code OTAN Big Net), bande D, portée 300 km ;
- 1 radar MR-302 Rubka de recherche de surface ;
- 1 radar de navigation Don ;
- 2 radars « Binom » de guidage des P35 (code OTAN Scoop Pair) ;
- 1 système de contrôle de tir 4R90 Yatagan des  S-125 « Neva » (code OTAN « Peel Group »), bande E/F, portée 42 km ;
- 1 système Uspekh-U pour les liaisons air-sol ;
- 1 radar d'artillerie MR-105 pour le contrôle de tir des AK-726 ;
- sonar de coque GAS-372 Gerkules-2M ;
- Zaliv ESM ;
- Krab ECM.